# 1954年逝世人物列表
1954年逝世人物列表：1月 - 2月 - 3月 - 4月 - 5月 - 6月 - 7月 - 8月 - 9月 - 10月 - 11月 - 12月
下面是1954年逝世的知名人士列表。

## 1月

### 1日
- 何塞·米蘭-阿斯特雷，西班牙將軍，西班牙軍團創始人

### 5日
- 莉蓮·里奇，英國女演員[1]

### 8日
- 愛德華·維拉特，愛沙尼亞藝術家[2]

### 11日
- 第一代西蒙子爵约翰·西蒙，英國政治家[3]
- 奥斯卡·施特劳斯，奧地利作曲家[4]

### 18日
- 悉尼·格林斯特里特，英國演員[5]

### 31日
- 埃德温·霍华德·阿姆斯特朗，美國電氣工程師[6]
- 弗洛倫斯·貝茨，美國女演員[7]

## 2月

### 8日
- 勞倫斯·特林布爾，美國演員

### 9日
- 梅布爾·佩奇，美國女演員

### 12日
- 吉加·維爾托夫，俄羅斯電影製片人

### 19日
- 阿克塞爾·佩爾松-布拉姆斯托普，瑞典第24任首相

### 21日
- 威廉·霍華德，美國電影導演

## 3月

### 7日
- 奥托·迪尔斯，德國化學家，諾貝爾獎獲得者
- 威爾·海斯，《海斯法典》同名

### 9日
- 沃恩·華費特·艾克曼，瑞典海洋學家

### 12日
- 瑪麗安·韋伯，德國社會學家和女權主義者[8]

### 13日
- 塞薩爾·克萊因，德國畫家

### 24日
- 成泰帝，越南皇帝

### 26日
- 路易士·西爾弗斯，美國電影作曲家

### 30日
- 弗里茨·伦敦，德國物理學家

## 4月

### 2日
- 霍伊特·范登堡，美國空軍上將
- 莫德·巴傑-瓦拉赫，美國網球運動員

### 3日
- 阿里斯蒂德·德·索萨·门德斯，葡萄牙外交官和人道主義者[9]

### 7日
- 日本外交官来栖三郎

### 10日
- 奧古斯特·盧米埃爾，法國電影先驅

### 12日
- 路易士·卡佈雷拉·洛巴托，墨西哥律師、政治家和作家

### 13日
- 安格斯·路易斯·麥克唐納，新斯科舍省省長

### 17日
- 盧克雷修·佩特雷卡努，羅馬尼亞共產主義活動家和社會學家

### 27日
- 安東尼·波列斯瓦夫·多布羅沃爾斯基，波蘭科學家和探險家，曾參加比利時南極探險隊[10]
- 托瓦爾德·埃勒加德，丹麥場地自行車運動員[11]

### 28日
- 萊昂·茹奧，法國勞工領袖，諾貝爾和平獎獲得者

### 29日
- 喬·梅，奧地利出生的電影導演

## 5月

### 1日
- 湯姆·泰勒，美國演員

### 5日
- 亨利·勞倫斯，法國雕塑家和插畫家

### 6日
- 伯蒂·查爾斯·福布斯，蘇格蘭出生的出版商

### 14日
- 海因茨·古德里安，德國二戰將軍

### 15日
- 威廉·馬奇，美國作家和士兵

### 19日
- 查理斯·艾伍士，美國作曲家

### 22日
- 契夫·班德，美國原住民棒球運動員（費城田徑隊）和美國職業棒球大聯盟名人堂成員

### 25日
- 罗伯特·卡帕，匈牙利裔美籍摄影记者

### 26日
- 奧瑪律·尼沙尼，阿爾巴尼亞人民大會主席團前主席兼國家元首

## 6月

### 7日
- 艾倫·圖靈，英國數學家[12]

### 9日
- 阿兰·勒罗伊·洛克，美國作家、哲學家和教育家

### 21日
- 哈威·卡爾，美國心理學家
- 羅德·凱勒，加拿大將軍[13]

### 24日
- 第三代登曼男爵湯瑪斯·登曼，第五任澳大利亞總督

### 30日
- 安德拉斯·薩繆爾森，法羅群島第一任總理

## 7月

### 1日
- 西婭·馮·哈布，德國女演員
- 湯瑪斯·蒙耶，玻利維亞第41任總統

### 4日
- 瑪麗亞·里帕蒙蒂，義大利羅馬天主教徒，自稱是 Ancelle della carità 的宗教人士

### 6日
- 加布里埃爾·帕斯卡，匈牙利出生的電影製片人和導演
- 科妮莉亞·索拉布吉，印度出生的律師

### 13日
- 弗里达·卡罗，墨西哥女畫家[14]
- 歐文·皮切爾，美國演員和導演

### 14日
- 哈辛托·贝纳文特，西班牙劇作家，諾貝爾獎獲得者

### 16日
- 赫尔姆斯·尼尔，德國作曲家

### 17日
- 机关枪凯利，美國黑幫

### 19日
- 汉斯·迈耶，瑞士建築師

### 28日
- 上山草人，美國無聲電影時代的日本電影明星

### 31日
- 盧森堡的安東妮亞，盧森堡貴族

## 8月

### 3日
- 科萊特，法國小說家[15]

### 11日
- 默里·金奈爾，英國演員[16]

### 14日
- 雨果·埃克納，齊柏林飛艇公司德國總裁

### 19日
- 阿爾西德·德·加斯佩里，義大利政治家和基督教民主黨政治家，義大利第30任總理

### 24日
- 巴西第14任和第17任總統热图利奥·瓦尔加斯（自殺）

## 9月

### 2日
- 弗朗茨·利奧波德·諾依曼，德國政治活動家和馬克思主義理論家

### 3日
- 尤金·帕萊特，美國演員

### 5日
- 歐根·希弗，德國政治家

### 7日
- 巴德·費舍爾，美國漫畫家

### 8日
- 安德烈·德兰，法國藝術家、畫家和雕塑家

### 20日
- 華盛頓·菲力浦斯，美國福音歌手和樂器演奏家

### 21日
- 御木本幸吉，日本珍珠養殖先驅

### 25日
- 歐金尼奧·多爾，西班牙作家

### 26日
- 艾倫·羅斯福，美國網球運動員

### 27日
- 马克西米利安·冯·魏克斯，德國陸軍元帥

### 28日
- 伯特·萊特爾，美國演員

### 29日
- 馬丁·韋策，芬蘭將軍

## 10月

### 9日
- 罗伯特·H·杰克逊，美國最高法院助理大法官兼紐倫堡審判首席檢察官

### 12日
- 喬治·韋爾奇，美國飛行員

### 19日
- 休·達菲，美國棒球運動員（波士頓勇士隊）和美國職業棒球大聯盟名人堂成員

### 22日
- Jibanananda Das，印度詩人、作家、小說家和孟加拉散文家
- 奧斯瓦爾德·德·安德拉德，巴西作家
- 喬治·麥克馬納斯，美國漫畫家

### 30日
- 威爾伯·肖，美國賽車手

## 11月

### 3日
- 亨利·马蒂斯，法國畫家[17]

### 10日
- 愛德華·勒羅伊，法國哲學家和數學家

### 13日
- 埃瓦尔德·冯·克莱斯特，德國陸軍元帥

### 15日
- 賴尼爾·巴利摩，美國演員

### 16日
- 阿爾伯特·弗朗西斯·布萊克斯利，美國植物學家

### 20日
- 克萊德·塞斯納，美國飛行員、飛機設計師和製造商，塞斯納飛機公司創始人

### 21日
- 傑士·麥馬漢，美國職業拳擊和摔跤推廣人；Capitol Wrestling Corporation 的創始人

### 22日
- 莫羅尼·奧爾森，美國演員
- 安德烈·维辛斯基，俄羅斯法學家和外交官，前蘇聯外交部長

### 28日
- 恩里科·费米，義大利物理學家，諾貝爾獎獲得者[18]

### 30日
- 威爾海姆·富特文格勒，德國指揮家、作曲家

## 12月

### 1日
- 弗雷德·羅斯，美國詞曲作者

### 8日
- 克勞德·卡洪，法國攝影師和作家
- 格拉迪斯·喬治，美國女演員

### 20日
- 詹姆斯·希爾頓，英國小說家

### 25日
- 利伯蒂·海德·貝利，美國植物學家

### 30日
- 歐根大公，奧地利陸軍元帥
- 君特·昆特，德國實業家，他建立了一個工業帝國，今天包括寶馬和阿爾塔納